# Austroascia segersi
Austroascia segersi är en tvåvingeart som beskrevs av Thompson och Louis Jan Josef Marnef 1977.
Austroascia segersi ingår i släktet Austroascia och familjen blomflugor. Inga underarter finns listade i Catalogue of Life.